# ミエリーノ柏木
『ミエリーノ柏木』（ミエリーノかしわぎ）は、2013年1月12日から3月30日までテレビ東京で土曜日 0時52分 - 1時23分（金曜日深夜）に放送されていた日本のテレビドラマ。

## 概要
柏木由紀の連続ドラマ初主演作であり、連続ドラマとしては異例の冠番組である。企画・原作の秋元康いわく、本作品を企画したのは、柏木に「恋愛とは何か?」を学習させる意図があるという。
秋元は、柏木を電話で呼び出し、恋愛について語るという設定で本作品に出演もしている。

## ストーリー
とあるカフェの従業員である柏木は、体に触れるとその相手の恋愛の近未来が見えてしまうという特殊能力を持っている。しかし柏木は、見えたそのシーンが幸か不幸かさえよくわからないほどの恋愛音痴である。
柏木が勤務するカフェは、「別れさせ屋」が裏稼業であり、男女のさまざまな恋愛模様を目の当たりにしていく。柏木が恋愛の本質を体得し、人間的に成長していく姿を描く。

## 登場人物
トークゲストは本人。

### 主要人物
柏木 - 柏木由紀（AKB48）
カフェの従業員。相手に触れると、その相手の恋愛にまつわる近未来が見えてしまうという特殊能力を持っている。恋愛音痴。
佐野 - 佐野史郎
「カップルを別れさせること」を裏稼業とするカフェのマスター。
今野 (34) - 今野浩喜（キングオブコメディ）
カフェの従業員。佐野の裏稼業を手伝う。愛称は「今ちゃん」。

### その他
女子高生 (17) - 樋口柚子（第3 - 最終話）
佐野・田中の娘。失恋したときに優しく慰めてくれた今野を好きになるが、彼の年齢が分かった途端に恋が冷める。

### ゲスト

#### 第1話
加藤 淳一 (32) - 加藤虎ノ介
尽くしてくれる彼女・由美が段々と鬱陶しくなり、最近、コンパで知り合った資産家の娘を好きになってしまう。
遠藤 由美 (28) - 入山法子
彼氏の態度が急に冷たくなり、浮気がばれてしまったのではないかと思い、上司・内藤との不倫関係を清算したい。
内藤 - 大河内浩
マンションの女 - 竹内希実
コンパ女 - 松崎映子

#### 第2話
田村 伸治 (30) - 伊東孝明（第3話）
経営コンサルティング会社勤務。同じオフィスビルに勤務する女性2人と付き合っていた。来月、妻がアメリカから帰国するため、2人と別れたいのだという。B子が既婚者だと知らずに付き合っていた。
A子 (25) - 三宅麻祐子（第3話）
証券会社勤務。田村が既婚者であることやB子と付き合っていることを知っていた。
B子 (26) - 岩下やね
旅行代理店勤務。A子が田村と付き合っていることを知っていた。
田村の妻 - 桜井千寿
B子の夫 - 渡邉邦彦

#### 第3話
森田 雅子 (28) - 月船さらら（第5話）
地域課交番勤務婦警。未だに元彼を好きでいる気持ちから、付き合っているときに元彼・石黒に受けていた激しい束縛を今彼に強要している。
玉木 修 (26) - 遠藤要
地域課交番勤務巡査。彼女から1日の行動を逐一監視するようなメールが送られてくる。その彼女の行動が段々とエスカレートして行き、携帯電話のGPS機能で監視するようになる。その束縛の連鎖で閉塞感を覚えて、彼女と別れたいと話す。
石黒 - 浜田学（第5話）
雅子の元彼氏。

#### 第4話
夏目 ゆみ (23) - 平田薫（第5話）
映画予告編集会社のアシスタント。付き合い始めた当初は家事を積極的に熟してくれる性格の優しい人だと満足していたが、映画業界で働く人たちみたいな刺激が彼にはなく飽きてきたので誠と別れたい。別れを切り出した方が罰金として100万円を払う約束をしてしまう。誠には隠してきたが、実はDV癖がある。
斉藤 誠 (28) - 平田裕一郎
ピザ屋「Pizza Fabrica」配達員。

#### 第5話
冨永 愛 - 冨永愛
手のパーツモデル。かなり特殊な生活を送っている。
羽鳥 亮 - 山中崇（第9話）
冨永の婚約者。測量機器メーカー営業部社員。彼女とは趣味や価値観も合い、特異な職業にも理解がある。だが、両親と彼女の関係を俯瞰で見たときに違和感を覚え、結婚生活の中で両親と良好な関係を築けないのではないかと思い始める。

#### 第6 - 7話
田中 (40) - 田中美里（第9話）
佐野と別れて11年が経ち、遅れることもなく毎回、正確に養育費を払ってくれる佐野に感謝している。娘が大学受験を迎え、子育ても一段落したので自分の将来を考えて、真剣に付き合っていける人が出来たと佐野に話す。
松尾 (38) - 松尾諭（第9話）
「明屋書店」五反田店店長。田中の交際相手。
ひとみ (45) - 高橋ひとみ（第9話）
花屋「LIBERTE」店主。25年前、両親が交通事故で他界後、弟・松尾の親代わりを務めてきた。弟を溺愛していることから、年上でバツイチの田中との結婚に反対している。
高校時代、同級生だった佐野を好きになるが別に付き合っている女性がいたことで振られ、それから男性不信に陥り、今まで真面な恋愛をしてこなかった。偶然、花屋に薔薇を買いに来た佐野と27年振りに再会する。

#### 第8 - 9話
浅利 陽介 - 浅利陽介（第10 - 最終話）
「しば寿司」事業管理部関東エリアマネジャー。食事会のときにカオリと出会い、気になっている女性は他にいたが、彼女の何気ない会話の入り方や軽いボディ・タッチに心を奪われ、好意を抱くようになる。
几帳面な性格で待ち合わせの15分前には目的地に着いている。
カオル (25) - 平田薫（第10 - 最終話）
派遣社員。食事会のときに男性に嫌われたくない衝動から興味あるなし関係なくアドレス交換をして、1回はデートに行き、利用価値がある男性かふるいに掛けていた。
食事会で出会った浅利は仕事が出来る好青年だが好きになれるタイプでもなく、しかし、人脈として残しておきたいと考え、恋愛対象から外れるように柏木に誘惑して欲しいと依頼する。
田代 - 田代さやか（第10話）
浅利の元彼女。自分の思い通りにならないことがあると彼氏の前で泣いて、相手を責める癖は未来でも治っていなかった。
バーの客 - 浜田学（第8話）
A男 - 山中崇（第9話）
7年後、田代が35歳のときに付き合っている男性。
B男 - 高橋健一（キングオブコメディ）（第9話）
15年後、田代が42歳のときに付き合っている男性。

#### 第10 - 最終話
大杉 - 大杉漣（第9話）（青年期：大塚ヒロタ）
カオルの父親。いきなりカフェに現れて、娘に手を出すなと今野を恫喝する。
取引企業のランチミーティングで知り合った会長の孫娘・ミポリンと関係が深まる前に後腐れがないように別れたいと別れさせ屋に依頼する。
ミポリン - 冨永愛
会長の孫娘。留学先のイギリスロンドンから帰国し、祖父の会社関係で知り合った大杉とグラムロックの話題で意気投合する。
シドニー - ジェニファー・ニニョウキ
ミポリンの幼馴染。
男子学生 - 今川智将（最終話）

### トークゲスト
劇中中盤辺りに主要人物と対談するトークゲストとして登場する。
秋元康（第1 - 4話）　
本作品の企画・原作者。柏木と対談。
佐藤由佳（第5話）
手のパーツモデル。今野と対談。
リリー・フランキー（第6 - 最終話）　
柏木と対談。

## スタッフ
- 企画・原作 - 秋元康
- 脚本・監督 - タカハタ秀太
- 主題歌 - 柏木由紀「ショートケーキ」（YukiRing）
- 挿入歌 - 柏木由紀「それでも泣かない」（YukiRing）
- プロデューサー - 大和健太郎、合田知弘、木下俊
- アソシエイトプロデューサー - 熊谷隆宏
- ラインプロデューサー - 須永裕之
- アシスタントプロデューサー - 日暮奈々美、矢吹健一、灘村満理
- 助監督 - 桑島憲司、逢坂元、山田卓司、松浦健志
- 制作担当 - 細谷光
- 制作主任 - 加藤正生
- 制作進行 - 垂木宙也
- 撮影 - 中村純、青木俊
- 照明 - 渡辺良平、田島慎
- 美術 - 庄島毅、松本良二
- 装飾 - 松本吉正
- 録音 - 奥雅人、佐藤静香
- 衣装 - 宮下若奈
- メイク - 小林真理子、松本美奈、澤入礼江
- スチール - 藤田匡（東京藤田工業）
- 番組デスク - 波戸ゆかり
- 番組宣伝 - 荒井正和
- ホームページ・モバイル - 濱野洋平、中丸由貴
- 制作 - テレビ東京、いまじん
- 製作著作 - 『ミエリーノ柏木』製作委員会

## 放送日程
| 各話                                                                           | 放送日        | 視聴率 |
| ------------------------------------------------------------------------------ | ------------- | ------ |
| Chapter.1                                                                      | 2013年1月12日 | 2.2%   |
| Chapter.2                                                                      | 1月19日       | 2.2%   |
| Chapter.3                                                                      | 1月26日       | 2.6%   |
| Chapter.4                                                                      | 2月02日       | 2.4%   |
| Chapter.5                                                                      | 2月09日       | 2.4%   |
| Chapter.6                                                                      | 2月16日       | 3.1%   |
| Chapter.7                                                                      | 2月23日       | 1.3%   |
| Chapter.8                                                                      | 3月02日       | 2.2%   |
| Chapter.9                                                                      | 3月09日       | 1.9%   |
| Chapter.10                                                                     | 3月16日       | 1.9%   |
| Chapter.11                                                                     | 3月23日       | 2.3%   |
| Chapter.12                                                                     | 3月30日       | 1.9%   |
| 平均視聴率 2.2% （視聴率はビデオリサーチ社調べ、関東地区・世帯・リアルタイム） |               |        |

テレビ東京・テレビ大阪・TVQ九州放送での最終話は特別編成のために、1:22 - 1:53と時間を30分繰り下げして放送した。

## ネット局・放送時間
| 放送地域   | 放送局       | 系列                          | 放送期間                  | 放送日時                     | 備考       |
| ---------- | ------------ | ----------------------------- | ------------------------- | ---------------------------- | ---------- |
| 関東広域圏 | テレビ東京   | テレビ東京系列                | 2013年1月12日 - 3月30日   | 土曜 0:52 - 1:23（金曜深夜） | 制作局     |
| 大阪府     | テレビ大阪   | テレビ東京系列                | 2013年1月12日 - 3月30日   | 土曜 0:52 - 1:23（金曜深夜） | 同時ネット |
| 福岡県     | TVQ九州放送  | テレビ東京系列                | 2013年1月12日 - 3月30日   | 土曜 0:52 - 1:23（金曜深夜） | 同時ネット |
| 愛知県     | テレビ愛知   | テレビ東京系列                | 2013年1月21日 - 4月8日    | 月曜 0:35 - 1:05             | 遅れネット |
| 和歌山県   | テレビ和歌山 | 独立局                        | 2013年1月24日 - 4月11日   | 木曜 0:05 - 0:35（水曜深夜） | 遅れネット |
| 北海道     | テレビ北海道 | テレビ東京系列                | 2013年1月25日 - 4月12日   | 金曜 1:35 - 2:05（木曜深夜） | 遅れネット |
| 鹿児島県   | 南日本放送   | TBS系列                       | 2013年1月29日 - 4月9日    | 火曜 0:05 - 0:40（月曜深夜） | 遅れネット |
| 広島県     | テレビ新広島 | フジテレビ系列                | 2013年2月9日 - 4月27日    | 土曜 1:35 - 2:05（金曜深夜） | 遅れネット |
| 日本全域   | BSジャパン   | テレビ東京系列 BSデジタル放送 | 2013年4月8日 - 6月24日    | 月曜 0:05 - 0:35（日曜深夜） | 遅れネット |
| 福島県     | 福島テレビ   | フジテレビ系列                | 2014年10月12日 - 12月28日 | 日曜 1:55 - 2:25（土曜深夜） | 遅れネット |
| 岩手県     | IBC岩手放送  | TBS系列                       | 2015年7月15日 -           | 水曜 0:41 - 1:11（火曜深夜） | 遅れネット |

## 書誌情報
- 企画及び原作:秋元康、脚本:タカハタ秀太、漫画:大谷紀子、協力:『ミエリーノ柏木』製作委員会、集英社 〈ヤングジャンプコミックス〉、全2巻
  1. 2013年3月29日発売[5]、『週刊ヤングジャンプ』2013年7号[6] - 16号、ISBN 978-4-08-879589-8
  2. 2013年7月19日発売[7]、『週刊ヤングジャンプ』2013年17号 - 29号、ISBN 978-4-08-879615-4